# Movistar Team 2016
Questa voce raccoglie le informazioni riguardanti la squadra ciclistica Movistar Team nelle competizioni ufficiali della stagione 2016.

## Organico
Organico da Uci.ch.

### Staff tecnico
|  | Naz.              | Ruolo  | Sportivo            |  |  |  |
|  | ----------------- | ------ | ------------------- |  |  |  |
|  | Spagna (bandiera) | GM, DS | Eusebio Unzué       |  |  |  |
|  | Spagna (bandiera) | DS     | José Luis Arrieta   |  |  |  |
|  | Spagna (bandiera) | DS     | Alfonso Galilea     |  |  |  |
|  | Spagna (bandiera) | DS     | José Vicente García |  |  |  |
|  | Spagna (bandiera) | DS     | José Luis Jaimerena |  |  |  |
|  | Spagna (bandiera) | DS     | José Luis Laguía    |  |  |  |

### Rosa
|  | Naz.                   |  | Sportivo                   | Anno |  |  |
|  | ---------------------- |  | -------------------------- | ---- |  |  |
|  | Costa Rica (bandiera)  |  | Andrey Amador              | 1986 |  |  |
|  | Colombia (bandiera)    |  | Winner Anacona             | 1988 |  |  |
|  | Spagna (bandiera)      |  | Jorge Arcas                | 1992 |  |  |
|  | Colombia (bandiera)    |  | Carlos Alberto Betancur    | 1989 |  |  |
|  | Ecuador (bandiera)     |  | Richard Carapaz (stagista) | 1993 |  |  |
|  | Spagna (bandiera)      |  | Jonathan Castroviejo       | 1987 |  |  |
|  | Regno Unito (bandiera) |  | Alex Dowsett               | 1988 |  |  |
|  | Spagna (bandiera)      |  | Imanol Erviti              | 1983 |  |  |
|  | Spagna (bandiera)      |  | Rubén Fernández            | 1991 |  |  |
|  | Spagna (bandiera)      |  | Jesús Herrada              | 1990 |  |  |
|  | Spagna (bandiera)      |  | José Herrada               | 1985 |  |  |
|  | Spagna (bandiera)      |  | Gorka Izagirre             | 1987 |  |  |
|  | Spagna (bandiera)      |  | Jon Izagirre               | 1989 |  |  |
|  | Spagna (bandiera)      |  | Juan José Lobato           | 1988 |  |  |
|  | Italia (bandiera)      |  | Adriano Malori             | 1988 |  |  |
|  | Spagna (bandiera)      |  | Daniel Moreno              | 1981 |  |  |
|  | Spagna (bandiera)      |  | Javier Moreno              | 1984 |  |  |
|  | Portogallo (bandiera)  |  | Nélson Oliveira            | 1989 |  |  |
|  | Spagna (bandiera)      |  | Antonio Pedrero            | 1991 |  |  |
|  | Colombia (bandiera)    |  | Dayer Quintana             | 1992 |  |  |
|  | Colombia (bandiera)    |  | Nairo Quintana             | 1990 |  |  |
|  | Spagna (bandiera)      |  | José Joaquín Rojas         | 1985 |  |  |
|  | Spagna (bandiera)      |  | Marc Soler                 | 1993 |  |  |
|  | Australia (bandiera)   |  | Rory Sutherland            | 1982 |  |  |
|  | Germania (bandiera)    |  | Jasha Sütterlin            | 1992 |  |  |
|  | Spagna (bandiera)      |  | Alejandro Valverde         | 1980 |  |  |
|  | Spagna (bandiera)      |  | Francisco Ventoso          | 1982 |  |  |
|  | Italia (bandiera)      |  | Giovanni Visconti          | 1983 |  |  |

## Palmarès
Palmarès da Procyclingstats.com.

### Corse a tappe
World Tour
- Volta Ciclista a Catalunya

Classifica generale (Nairo Quintana)
- Tour de Romandie

Prologo (Jon Izagirre)
2ª tappa (Nairo Quintana)
Classifica generale (Nairo Quintana)
- Giro d'Italia

16ª tappa (Alejandro Valverde)
- Critérium du Dauphiné

2ª tappa (Jesús Herrada)
- Tour de Suisse

8ª tappa (Jon Izagirre)
- Tour de Pologne

7ª tappa (Alex Dowsett)
- Tour de France

20ª tappa (Jon Izagirre)
- Vuelta a España

10ª tappa (Nairo Quintana)
Classifica generale (Nairo Quintana)
Continental
- Tour de San Luis

Classifica generale (Dayer Quintana)
- Dubai Tour

3ª tappa (Juan José Lobato)
- Vuelta a Andalucía

5ª tappa (Alejandro Valverde)
Classifica generale (Alejandro Valverde)
- Circuit Cycliste Sarthe

4ª tappa (Juan José Lobato)
- Vuelta a Castilla y León

1ª tappa (Carlos Alberto Betancur)
2ª tappa (Alejandro Valverde)
3ª tappa (Alejandro Valverde)
Classifica generale (Alejandro Valverde)
- Vuelta a Asturias

2ª tappa (Carlos Alberto Betancur)
3ª tappa (Daniel Moreno)
- Vuelta a la Comunidad de Madrid

1ª tappa (Juan José Lobato)
Classifica generale (Juan José Lobato)
- Route du Sud

3ª tappa (Nairo Quintana)
4ª tappa (Marc Soler)
Classifica generale (Nairo Quintana)
- Giro della Toscana - Memorial Alfredo Martini

1ª tappa (Giovanni Visconti)

### Corse in linea
World Tour
- Freccia Vallone (Alejandro Valverde)

Continental
- Gran Premio Miguel Indurain (Jon Izagirre)
- Klasika Primavera de Amorebieta (Giovanni Visconti)

### Campionati nazionali
- Campionati britannici

Cronometro (Alex Dowsett)
- Campionati portoghesi

Cronometro (Nélson Oliveira)
- Campionati spagnoli

Cronometro (Jon Izagirre)
In linea (José Joaquín Rojas)

### Campionati continentali
Nota: nei campionati continentali gli atleti gareggiano rappresentando la propria federazione, e non la squadra di appartenenza.
- Campionati europei

Cronometro Elite (Jonathan Castroviejo)